# Miron Pompiliu
Miron Pompiliu (n. Moise Popovici, 20 iunie 1848, Ștei, comitatul Bihor, d. 20 noiembrie 1897, Iași) a fost un scriitor și folclorist român.

## Biografie
Moise Popovici a fost al doilea fiu al preotului ortodox Nicolae Popovici și al Anei (n. Popa). A urmat școala primară în satul natal, apoi a urmat cursurile școlii germane din Băița, iar cursurile liceale le-a urmat la Beiuș și Oradea. Bacalaureatul l-a luat la Beiuș în 1866 cu prima cum eminentia. După bacalaureat s-a înscris la Facultatea de drept din Pesta. În anul 1867 este ales membru de onoare al Societății de lectură din Oradea pentru merite publicistice deosebite. În anul 1868 este nevoit să fugă la București, deoarece a refuzat să se înroleze în armata ungară, unde devine student al Facultății de litere. La București a fost membru al societății Orientul, unde-l va cunoaște pe Mihai Eminescu și devine redactor la Albina Pindului.  Din anul 1869 se mută la Iași, unde devine licențiat al Facultății de litere în anul 1873, iar apoi a fost timp de doi ani secretar al Universității de unde a fost destituit la 1 martie 1876, ca urmare a înlocuirii lui Titu Maiorescu din funcția de ministru al instrucțiunii publice și al culturii.
A debutat cu prima poezie în Familia nr. 2 din 15/27 ianuarie 1866 și se intitula Ghicitura. La a doua poezie, Ecouri și suspine, apărută în nr. 18 din 25 iunie/7 iulie 1866, Iosif Vulcan i-a făcut o prezentare generoasă: 
„Atragem atențiunea onor public asupra acestui talent frumos carele acuma pășește întâia oară în publicitate.”
În toamna anului 1874 Miron Pompiliu împarte aceași odaie cu Mihai Eminescu și Ioan Slavici, la Școala Normală Trei Ierarhi, condusă la acea vreme de Samson Bodnărescu și împreună cu cei trei prieteni frecventează saloanele Veronicăi Micle și Matildei Cugler.
După anul 1876 a fost profesor la Școala centrală de fete și la alte licee și pensionate.
La începutul carierei publicistice a purtat numele tatălui, dar mai apoi l-a schimbat în Moise Pompiliu și mai târziu în Miron Pompiliu. Din anul 1869 devine unul dintre cei mai activi și mai statornici membrii ai Junimii din Iași, prezent la ședințele săptămânale, la prelecțiunile populare și în paginile Convorbirilor literare.A tradus din Goethe, Schiller, Uhland, Heine, Lenau, Petőfi, Lamartine ș.a.
În anul 1895 se căsătorește cu profesoara Gheorghiu, proprietara unui pension de fete din Ploiești, dar va divorța în scurt timp din cauza neînțelegerilor.
La 14 noiembrie 1897 se împușcă în cap, iar la câteva zile, în ciuda tuturor eforturilor depuse de doctori, încetează din viață la 20 noiembrie și este înmormântat la 2 decembrie 1897, în cimitirul Eternitatea din Iași.

## Opera
- Balade populare române, Junimea, Iași, 1870
- Antologie română pentru uzul școalelor secundare, Iași, 1885
- Ileana Cozînzeana, din cosiță floare-i cântă, nouă împărați ascultă, basm, Convorbiri literare, 1872
- Carte de cetire, I-III, manual realizat împreună cu I. Paul, Iași, 1897
- Literatură și limbă populară, ediție îngrijită și studiu introductiv de V. Netea, București, 1967
- Poezii, ediție și prefață de Mircea Popa, Oradea, 1998

## In memoriam
Școala gimnazială din Ștei îi poartă numele.